# Мата Амританандамайи
Мата Амританандамайи (деванагари माता अमृतानन्‍दमयी, малаял. മാതാ അമൃതാനന്ദമയി, IAST: Mātā Amṛtānandamayī  Devi, или Амма; имя при рождении — Судхамани Идаманнел; род. 27 сентября 1953, Параякадаву, Керала, Индия) — индуистский духовный лидер, почитаемая как святая своими последователями. Амританандамайи в переводе с санскрита означает «Мать абсолютного блаженства». Амму часто называют «обнимающей святой» или «обнимающей матерью», так как она известна тем, что заключает людей в объятия, передавая им таким образом «хорошую энергию». За свою жизнь Амма обняла более 30 млн человек, иногда по более чем 50 000 человек в день. Амма также получила известность за свою благотворительную деятельность.
Урождённая Судхамани Идаманнел, Амма родилась в маленькой деревне Параякадаву в Керале, недалеко от города Коллам. Когда ей было девять лет, она бросила школу и впоследствии также решила никогда не выходить замуж, предпочитая заниматься медитацией. Амма начала обнимать людей в юном возрасте. В 1983 г. Амма основала свой ашрам, в котором принимала своих последователей и обнимала приходивших к ней людей. Затем Амма создала международную организацию «Мата Амританандамайи матх», которая активно занимается благотворительной деятельностью: постройкой больниц, школ и домов престарелых, бесплатной раздачей вегетарианской пищи. В 2004 году, «Мата Амританандамайи матх» оказал помощь пострадавшим от землетрясения и цунами в Индийском океане на сумму в 23 млн долларов США.
В 1993 году Амма выступила как один из представителей индуизма на Парламенте мировых религий в Чикаго, состоявшемся в столетнюю годовщину со дня проведения первого парламента, на котором произнёс речь Вивекананда. Позднее Амма также выступала с речью на ряде мероприятий, организованных ООН.
В 2005 году голландский режиссёр Ян Коунен снял фильм о жизни Амританандамайи, «Darshan — The Embrace» («Лицезрение — через объятие»), который был показан на Каннском кинофестивале. В 2006 году ей была присвоена Межконфессиональная премия Джеймса Паркса Мортона. Приняла участие в съемках фильма Клода Лелуша"Один плюс одна" (2015).